# Leporinus bahiensis
Leporinus bahiensis är en fiskart som beskrevs av Steindachner, 1875. Leporinus bahiensis ingår i släktet Leporinus och familjen Anostomidae. Inga underarter finns listade i Catalogue of Life.